# 栗原市立若柳中学校
栗原市立若柳中学校（くりはらしりつ わかやなぎちゅうがっこう）は、宮城県栗原市若柳にある公立中学校。通称若中（わかちゅう）。

## 概要
栗原市北部にあり、学校の東方数キロメートルのところには渡り鳥の飛来で知られている伊豆沼がある。また、東北自動車道の若柳金成インターチェンジ、東北新幹線のくりこま高原駅や東北本線の新田駅も近い。通学は、自転車通学の生徒が大半を占める一方、距離がある地域にはスクールバスを運行している。

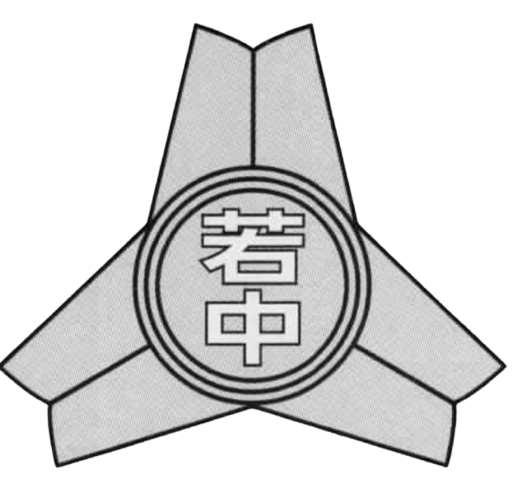
校章(1970年制定)

校章のいわれ
尖ったところは若柳のWを表し、三重丸は若柳、有賀、畑岡の親和・団結・友情を表しており、3つの方向に出ているのは若中のさらなる発展を示している。
校歌
校歌は、統合前の町内の3校ともに、栗原郡築館町(現:栗原市築館)出身の詩人である白鳥省吾による作詞であったため、現在の校歌の作詞も同氏に依頼した。また、作曲については、作詞の白鳥省吾からの推薦により長津義司に依頼した。

## 特色
地域協働型の体験活動を取り入れるとともに、複数回の小中交流活動を設け、若柳小学校との円滑な接続・連携を図っている。
- 自立：好ましい生活・学習習慣の確立と粘り強さを育む教育活動の推進
- 協働：豊かな感性を育む指導の充実と人と関わり協働する力を高める教育活動の工夫
- 創造：能動的な学びを促す学習活動の推進と自治意識を高める教育活動の工夫

出典：

## 教育目標
学校教育目標
- 自分に挑み、人と関わり、未来（あす）を創る生徒を育てる

目指す生徒象 身につけたい資質・能力
- あきらめず、やり抜く生徒〔挑む〕：困難を乗り越え、目標に向かう力
- 認め合い、高まり合う生徒〔関わる〕：多様性と向き合い、協働する力
- 自ら考え、行動する生徒〔創る〕：問いを持ち、答えを創り出す力

出典：
習慣形成3項目
当校では、生徒が習慣化するべきである3つの項目を定めている。
- 挨拶⋯自分から、さわやかな挨拶をしよう。
- 時間⋯時間に余裕をもち、先を見通した行動を心掛けよう。
- 清掃⋯身の回りの整理・整頓に努め、丁寧に掃除をしよう。

## 沿革
- 1970年（昭和45年）4月 - 若柳、有賀、畑岡の3つの中学校を統合し、新制の若柳町立若柳中学校として開校[2]。
- 1972年（昭和47年）8月 - 実質統合に際し、開校式を開催。若柳字川南袋（現在地）に体育館を落成。スクールバスを運行開始[2]。
- 1973年（昭和48年） - 校舎を落成[2]。
- 1975年（昭和50年）7月 - 50mプールを落成[2]。
- 1978年（昭和53年） - 県大会優勝パレードを開催（野球・サッカー部）。
- 1979年（昭和54年）
  - 54,55文部省指定中学校生活指導研究推進校となる。
  - 8月 - 統合10周年を記念し、記念誌『若中10年のあゆみ』の発行や記念式典を開催[2]。
- 1981年（昭和56年） - 剣道場を落成[2]。
- 1986年（昭和61年）8月 - 剣道女子団体が全国準優勝[2]。
- 1989年（平成元年） - 文部省指定の格技公開研究を実施。
- 1993年（平成5年）
  - 鳥獣保護感謝状受賞（県知事）。
  - 7月 - 校舎大規模改修工事を開始[2]。
- 1999年（平成11年）12月 - 統合30周年を記念し、記念式典の開催や記念冊子『若中30年のあゆみ』を発行[2]。
- 2005年（平成17年）4月1日 - 町村合併により栗原市が発足し、「栗原市立若柳中学校」に改称。
- 2010年（平成22年） - 旧校舎解体工事を開始。旧校舎お別れ式を実施[3]。
- 2012年（平成24年）6月18日 - 新校舎入校式を開催[3]。
- 2014年（平成26年）7月5日 - 新校舎完成記念式典を開催[4]。
- 2020年（令和2年）
  - 3月2日 - 新型コロナウイルス感染症の拡大を受け、臨時休校となる（5月20日まで）[5]。
  - 3年生による校歌再収録を実施[5]。

## 学区
- 若柳地域（旧若柳町）全域[6]

## 進学前小学校
- 栗原市立若柳小学校[6]

## アクセス
- 東北自動車道 - 若柳金成ICから車で10分。